# Willem Geets

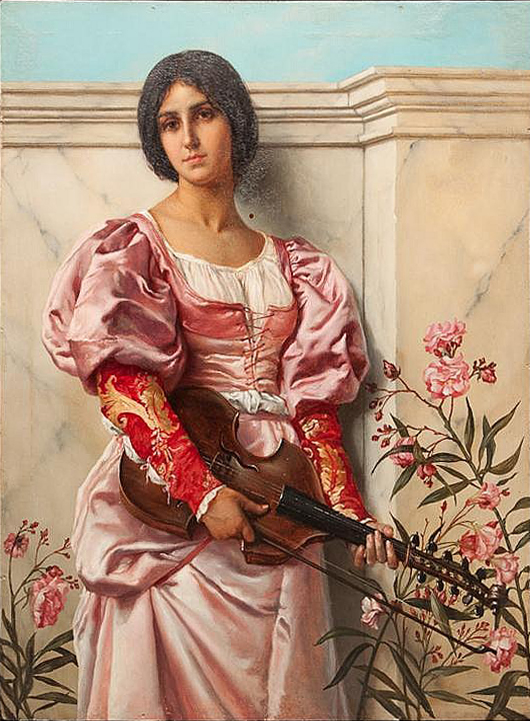
Mädchen mit einem Streichinstrument

Willem Geets (* 20. Januar 1838 in Mechelen; † 19. Januar 1919 ebenda) war ein belgischer Historienmaler und Radierer sowie Kunstpädagoge.
Willem Geets begann seine künstlerische Ausbildung an der Akademie der Schönen Künste in Mechelen bei Willem de Verschaeren dem Älteren. Von 1858 bis 1861 studierte er an der Akademie von Antwerpen bei Nicaise de Keyser. 1862 kam er nach Paris in das Atelier von Léon Cogniet. Ab 1863 arbeitete er abwechselnd in Antwerpen und Mechelen.
Er beschäftigte sich hauptsächlich mit der Historienmalerei, schuf auch Porträts und Vorlagen für Wandteppiche der Wirkerei Braquénié in Mechelen, darunter acht Wandteppiche für das Brüsseler Rathaus. Er illustrierte Bücher mit Radierungen, u. a. den Roman „Ernest Staes“ von Anton Bergmann.
1869 wurde er zum Direktor der Mechelener Kunstakademie berufen und bekleidete den Posten bis 1891.
1886 gründete er in Mechelen eine Lukasgilde.